# Гранха-де-Торреермоса
Гранха-де-Торреермоса (ісп. Granja de Torrehermosa) — муніципалітет в Іспанії, у складі автономної спільноти Естремадура, у провінції Бадахос. Населення — 2352 особи (2010).
Муніципалітет розташований на відстані близько 290 км на південний захід від Мадрида, 140 км на південний схід від Бадахоса.
На території муніципалітету розташовані такі населені пункти: (дані про населення за 2010 рік)
- Гранха-де-Торреермоса: 2351 особа
- Лос-Рубіос: 1 особа

## Демографія
Динаміка населення (INE ):